# Cat's Eye (musique)
Pour les articles homonymes, voir Cat's Eye (homonymie).
Cat's Eye, alias Benoît Perriard, est un musicien et chanteur originaire de Fribourg, en Suisse.

## Présentation
Après un premier album sorti en 2009 sous le nom de « Perspectives », le double album « Beautiful Ordinaire » sort en 2010. L'album « The Myth of the Machine » est verni au Bad Bonn de Guin le 29 septembre 2012. En 2014, Cat's Eye sort un quatrième album, « The Many Lives », en collaboration avec Gerry Leonard, guitariste de David Bowie,.